# Tuca
Valeniza Zagni da Silva, dite Tuca, était une chanteuse, guitariste et compositrice brésilienne, née le 17 octobre 1944 à São Paulo, morte le 8 mai 1978 à São Paulo.
Elle est surtout connue en France pour avoir composé la majorité des musiques de l'album La Question de Françoise Hardy, album dont elle a assuré les arrangements et la codirection artistique.

## Parcours artistique et personnel
En 1957, Valeniza Zagni da Silva suit une formation de musique classique au Conservatoire de São Paulo et commença à composer. Au cours des années 1960, elle participa à plusieurs télé-crochets tout en faisant partie du Groupe de Musique Populaire de l'Université d'Architecture et l'Urbanisation de São Paulo. Elle fait ses premiers pas en tant que professionnelle en composant la musique de Homem de verdade, chanson écrite par Consuelo de Castro ; ce titre fut enregistré par la chanteuse Ana Lúcia en 1962. 
Valeniza fit ses débuts de chanteuse dans l'émission télévisée, « Primeira audição », produite par João Leão et Horácio Berlinck.
Son premier album, Meu Eu Tuca, sort sous son nom d'artiste en 1966. Compositrice des musiques des douze titres, elle a aussi écrit les paroles de trois chansons. Par la suite, elle participe à plusieurs concours de chansons organisés par les chaînes de télévision — compétitions dont sont friands les Brésiliens : 
Au IIe Festival Nacional da Música Popular Brasileira, réalisé par TV Excelsior en 1966, c'est en  interprétant avec Airto Moreira, Porta estandarte de Geraldo Vandré et Fernando Lona, que la chanson se classe première et remporte le Prix Berimbau d'Or 66.
Au 2e Festival International de Musique - Secteur national, de 1966, elle se classe en seconde place en interprétant en solo, Cavaleiro, une chanson écrite par Geraldo Vandré et dont elle a composé la musique.

En 1968, elle se présente pour concourir au Festival Nacional de Música Popular Brasileira, « O Brasil canta no Rio (Le Brésil chante à Rio) », promu par TV Excelsior et le secrétariat du tourisme de Guanabara. Elle y interpréte une de ses compositions avec la soprano Stella Maris : Paixão segundo o amor (la Passion selon l'amour), qui se classe 3e. Au cours de cette même année, elle décroche un contrat chez Philips.
Au III Festival Internacional da Canção de 68, réalisé par TV Globo, elle interpréte Mestre sala (Meneur de revue), de Reginaldo Bessa et Ester Bessa (Lors de ce festival, Françoise Hardy défendait sa chanson À quoi ça sert ? qui remporta le trophée « Coq d'or »).
En 1969, à cause de problèmes politiques, Tuca se rend alors en Europe, et s'installe à Paris. Remarquée par la chanteuse Françoise Hardy, elle s'investit dans l'élaboration du onzième album de celle-ci. En 1971, Tuca se consacre également à la préparation d'un double album pour sa compatriote, Nara Leão et à celle d'un 45 tours pour Michel Renard.
Quant à ses enregistrements personnels aux couleurs brésiliennes, ils sont édités sur quelques 45 tours en France et en Italie mais ne rencontrent pas le succès escompté. Son contrat avec la maison Philips est alors rompu.
Néanmoins, avec la participation de Mario de Castro, au studio du château d'Hérouville, elle enregistre de nouvelles chansons qui font l'objet d'un album intitulé Drácula, I love you, qui parut sous le label « Som Livre » à son retour au Brésil en 1974.
Elle meurt quatre ans plus tard, à 33 ans, à la suite des régimes draconiens qu'elle a suivis pour perdre du poids.

## Discographie
– Microsillon 45 tours 2 titres : SP (Single Playing)
– Microsillon 33 tours/30cm : LP (Long Playing)
45 tours
- 1966 : SP, Porta estandarte, Chantecler (C 336200).

Face A : Porta estandarte (Geraldo Vandre – Fernando Lona), duo Tuca/Geraldo Vandre.
Face B : Voce que nao vem (Geraldo Vandré)
- 1966 : SP, Tuca, 2e Festival International de Musique - Secteur national, Chantecler (C-33-6241).

Face A : O Cavaleiro (Geraldo Vandre – Tuca)
Face B : Cirandando (Consuelo de Castro – Tuca)
- 1968 : SP, Philips (365.232 PB)

Face A : Verde (Mário de Castro – Antônio Carlos Duncan)
Face B : Até quarta-feira (Paulo Sette – H. Silva) • Carnaval Pra Valer (Miguel Gustavo)
- 1968 : SP, Tuca e Stella Maris, « Série de Luxe », Philips (365.248 PB).

Face A : Paixão, segundo o amor (Tuca), duo Tuca/Stella Maris
Face B : Balada, duo Tuca/Stella Maris
- 1970 :  SP, Philips (6136 001)

Face A : Xango (Tuca)
Face B : Umbanda
- 1970 : SP, « Série Parade Couleurs », Philips (6136 001)

Face A : Xango (Tuca)
Face B : Umbanda
- 1970 : SP, « Spécial club », Philips (6136 001)

Face A : Xango (Tuca)
Face B : Umbanda
- 1970 : SP, « Série Parade », Philips (6009.073)

Face A : Negro negrito (Frank Gérald – Tuca)
Face B : Que c’est bon l’amour (Frank Gérald – Tuca)
- 1970 : SP, Philips Italie (6025.017)

Face A : Negro negrito Pedro (Vito Pallavicini – Tuca)
Face B : Questo e l’amore (Vito Pallavicini – Tuca)
- 1970 : SP, série « Juke-box », Philips Italie (AS 105)

Face A : Negro negrito Pedro (Vito Pallavicini – Tuca)
Face B : Questo e l’amore (Vito Pallavicini – Tuca)
Albums 33 tours
- 1966 : LP, Meu Eu Tuca, Chantecler (CMG-2350)

Face A
1. Curtinha Nº 2  (Zeka – Tuca)
2. Refrão "Guerra e paz" (Consuelo de Castro – Tuca)
3. A estrada (Rita Moreira – Tuca)
4. Medieval (Zeka / Cláudio – Tuca)
5. Yemajá (Luiz Roberto – Tuca)
6. Terra triste (Consuelo de Castro – Tuca)

Face B
1. Xangô "Meu santo é forte" (Tuca)
2. Amor e morte de um soldadinho de chumbo (Tuca)
3. Meio sertão Andei (Tuca)
4. Simplicidade (Consuelo de Castro – Tuca)
5. Cirandando (Consuelo de Castro – Tuca)
6. Homem de verdade (Consuelo de Castro – Tuca)

- 1968 : LP, Tuca, Philips (R-765 037 L).

Face A
1. Atire a primeira pedra (Mário Lago - Ataulfo Alves)
2. Cuidado, malandro  (Mathias de Freitas - Velha da Portela), duo Tuca/Velha da Portela
3. O cavaleiro e a virgem (Tuca)
4. Frevo (Tuca)
5. Seresta (Roberto Quartin - Joaquim Vaz de Carvalho)
6. Não fale alto, fale baixo (Eli Halfoum – Tuca)

Face B
1. Verde (Mário de Castro – Antônio Carlos Duncan)
2. O cavaleiro das màos tào frias (Consuelo de Castro – Tuca), duo Tuca/Allan Viana
3. Curare (Bororó)
4. Passarinho da lagoa (Evaldo Ruy – Fernando Lobo)
5. Até quarta-feira (Paulo Sette – H. Silva) • Carnaval Pra Valer (Miguel Gustavo)
6. Abstrato n° 1 (Zeka – Tuca)

- 1974 : LP, Drácula, I love you, Som Livre[12] (403.6046)

Face A
1. Girl (Prioli – Tuca)
2. É uma lástima (Castro Neto)
3. Pra você com amor (Prioli – Tuca)
4. O sorvete (Prioli – Castro Neto)
5. Oui je suis heureuse (Tuca)

Face B
1. Dracula I Love You (Prioli – Tuca)
2. Ilha do quarto azul (Castro Neto – Duncan)
3. Teia viva (Castro Neto)
4. 8 – 2 – 7 (Castro Neto – Tuca)
5. Tempo glacial (Tuca)
6. O cisne negro (Castro Neto – Tuca)